# Pseudodiphasium volubile
Pseudodiphasium volubile là một loài thực vật có mạch trong Họ Thạch tùng. Loài này được (G. Forst.) Holub miêu tả khoa học đầu tiên năm 1983.